# 32013 Elkekersten
32013 Elkekersten è un asteroide della fascia principale. Scoperto nel 2000, presenta un'orbita caratterizzata da un semiasse maggiore pari a 2,403799 UA e da un'eccentricità di 0,145255, inclinata di 6,283089° rispetto all'eclittica.